# فن (مسرحية)

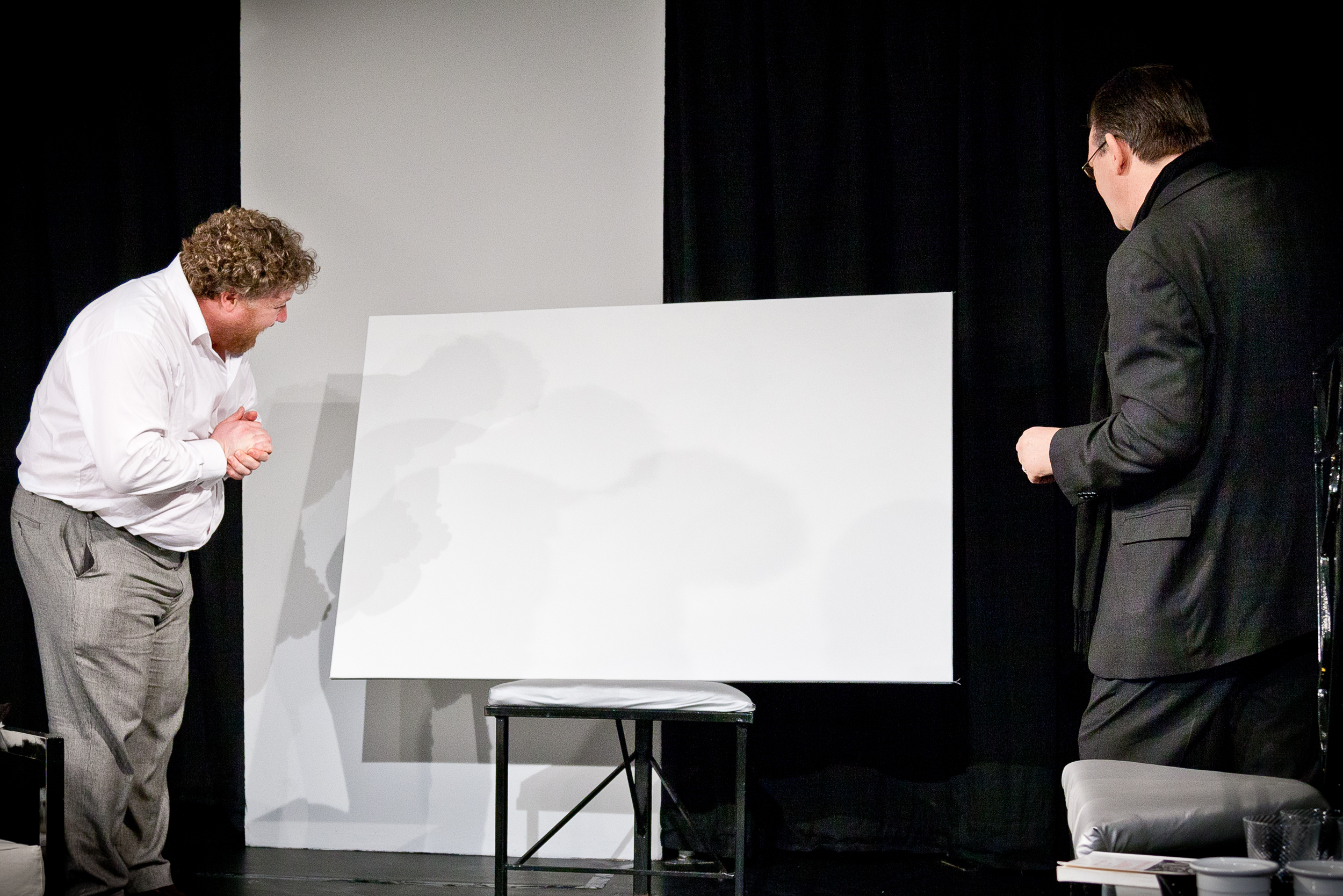
عرض للمسرحية في سنة 2011 في سانت ألبانز في المملكة المتحدة

فن (بالإنجليزية: Art)‏ هي مسرحية كوميدية فرنسية من تأليف ياسمينا رضا تم البدأ في عرضها في سنة 1994 على مسرح ديس كامب إيليزيز في باريس في فرنسا، في سنة 1996 تم ترجمتها إلى الإنجليزية من قبل كريستوفر هامبتون، المسرحية من بطولة ألبرت فيني وتوم كورتيناي وكين ستوت وإنتاح شون كونري و دافيد بوف واستمر عرضها لمدة 8 سنوات.

## وصلات خارجية
- فن على قاعدة بيانات برودواي على الإنترنت